# Luteren
Die Luteren ist ein 10,4 km langer, nordöstlicher  und rechter Nebenfluss der Thur im Obertoggenburg im Schweizer Kanton St. Gallen.

## Geographie

### Verlauf
Die Luteren fliesst durch das Gebiet der Gemeinde Nesslau. Sie entspringt auf den Alpwiesen und Hochmooren zwischen der Schwägalp am Säntis und dem Risipass am Stockberg. Sie fliesst durch die Seeben, am Rietbad und Ennetbühl vorbei, durch Nesslau-Neu St. Johann, wo sie von rechts in die Thur mündet.

### Zuflüsse
- Chatzenbach (links), 3,3 km, 4,8 km², 290 l/s
- Melbengochtbach (rechts), 1,7 km, 0,63 km²
- Gublenbach (rechts), 2,4 km, 1,59 km²
- Leebach (rechts), 2,5 km